# Nils Claus Ihlen
Nils Claus Ihlen, född den 24 juli 1855, död den 22 mars 1925, var en norsk industriman och politiker.
Ihlen ägde och ledde Strømmens Værksed. Han var stortingsman 1906–1909 för arbeiderdemokraterne och var minister för offetliga arbeten i Gunnar Knudsens regering 1908–1910 och utrikesminister Knutsens regering 1913–1920.
Han var 1892–1894 gift med skådespelaren Constance Bruun.

## Utmärkelser
- Kommendör med stora korset med kedja av Vasaorden, 1914.[9]